# Carrousel des variétés
Pour plus de détails, voir Fiche technique et Distribution.
Carrousel des variétés (Carosello del varietà) est un film musical italien sorti en 1955. Co-réalisé par Aldo Bonaldi et Aldo Quinti, le film met en scène un certain nombre d'artistes dans un spectacle de type revue théâtrale.

## Synopsis
Un peintre, pour son 18e anniversaire, offre à sa fille un téléviseur. Le soir de la fête, la famille s'assied dans le salon et regarde à la télévision une série d'émissions de variétés tirées d'enregistrements de pièces de théâtre et de divers films interprétés par les célèbres Mistinguett, Joséphine Baker, Totò, Fabrizi, Petrolini, Macario, Magnani et autres.

## Fiche technique
- Titre français : Carrousel des variétés
- Titre original italien : Carosello del varietà[3]
- Réalisateur : Aldo Bonaldi, Aldo Quinti
- Scénario : Aldo Bonaldi, Aldo Quinti
- Photographie : Aldo Brunelli
- Montage : Aldo Quinti
- Société de production : Boqui Film
- Pays de production :  Italie
- Langues originales : italien
- Format : Noir et blanc - 1,37:1 - Son mono - 35 mm
- Durée : 91 minutes
- Genre : Film musical
- Dates de sortie :
  - Italie : 20 juin 1955

## Distribution
- Totò
- Anna Magnani
- Mistinguett
- Joséphine Baker
- Aldo Fabrizi
- Nino Taranto
- Erminio Macario
- Odoardo Spadaro
- Wanda Osiris
- Ettore Petrolini
- Renato Rascel
- Gino Latilla
- Carlo Cascianelli
- Nicholas Brothers
- Conchita Montenegro